# Deutscher Formel-3-Cup 2010
Der deutsche Formel-3-Cup 2010 war die 36. Saison der deutschen Formel 3. Die Saison begann am 10. April in Oschersleben und endete am 3. Oktober auf dieser Strecke. Insgesamt fanden neun Rennwochenenden statt. Tom Dillmann gewann den Meistertitel des deutschen Formel-3-Cups.

## Starterfeld
| Team                       | Nr. | Fahrer             | Klasse | Chassis      | Motor         | Rennwochenende |
| -------------------------- | --- | ------------------ | ------ | ------------ | ------------- | -------------- |
| Van Amersfoort Racing      | 1   | Stef Dusseldorp    | C      | Dallara      | Volkswagen    | 1–9            |
| Van Amersfoort Racing      | 2   | Daniel Abt         | C      | Dallara      | Volkswagen    | 1–9            |
| Van Amersfoort Racing      | 7   | Willi Steindl      | C      | Dallara      | Volkswagen    | 1–9            |
| Performance Racing         | 5   | Alon Day           | C      | Dallara      | Volkswagen    | 1–9            |
| Performance Racing         | 6   | Felix Rosenqvist   | C      | Dallara      | Volkswagen    | 1–9            |
| Jo Zeller Racing           | 8   | Sandro Zeller      | C      | Dallara      | Mercedes-Benz | 1–5, 7–9       |
| Jo Zeller Racing           | 9   | Nigel Melker       | C      | Dallara      | Mercedes-Benz | 9              |
| HS Technik                 | 10  | Tom Dillmann       | C      | Dallara      | Volkswagen    | 1–9            |
| HS Technik                 | 11  | Kevin Friesacher   | C      | Dallara      | Volkswagen    | 1              |
| Racing Experience          | 15  | Gary Hauser        | C      | Dallara      | Mercedes-Benz | 1–9            |
| Racing Experience          | 16  | Philip Forsman     | C      | Dallara      | Mercedes-Benz | 2              |
| Brandl Motorsport          | 17  | Markus Pommer      | C      | Dallara      | Mercedes-Benz | 1–9            |
| Brandl Motorsport          | 18  | Marco Sørensen     | C      | Dallara      | Mercedes-Benz | 1–3, 8         |
| Brandl Motorsport          | 18  | Bernd Herndlhofer  | C      | Dallara      | Mercedes-Benz | 6, 7, 9        |
| Motopark Academy           | 20  | Kevin Magnussen    | C      | Dallara F306 | Volkswagen    | 1–9            |
| Motopark Academy           | 21  | Luís Felipe Derani | C      | Dallara F306 | Volkswagen    | 1–9            |
| Motopark Academy           | 22  | Jimmy Eriksson     | C      | Dallara F306 | Volkswagen    | 1–9            |
| Motopark Academy           | 23  | René Binder        | C      | Dallara F306 | Volkswagen    | 1–9            |
| URD Rennsport              | 24  | Klaus Bachler      | C      | Dallara      | Mercedes-Benz | 9              |
| URD Rennsport              | 25  | Nico Monien        | C      | Dallara      | Mercedes-Benz | 3              |
| China Sonangol             | 26  | Luís Sá Silva      | C      | Dallara      | Volkswagen    | 1–3            |
| Kleveros Racing            | 26  | Kevin Kleveros     | C      | Dallara      | Volkswagen    | 8              |
| Max Travin Racing Team     | 30  | Nikolai Marzenko   | C      | Dallara      | OPC Challenge | 1–9            |
| Max Travin Racing Team     | 60  | Maxim Travin       | T      | Dallara      | OPC Challenge | 1–9            |
| Stromos ArtLine            | 33  | Riccardo Brutschin | C      | Dallara      | OPC Challenge | 9              |
| Stromos ArtLine            | 50  | Aleksi Tuukkanen   | T      | ArtTech      | OPC Challenge | 1–4            |
| Stromos ArtLine            | 50  | Daniel Aho         | T      | ArtTech      | OPC Challenge | 5–7            |
| Stromos ArtLine            | 51  | Alexei Karatschew  | T      | ArtTech      | OPC Challenge | 1–9            |
| Stromos ArtLine            | 63  | Riccardo Brutschin | T      | ArtTech      | OPC Challenge | 1–8            |
| Stromos ArtLine            | 63  | Michail Aljoschin  | T      | ArtTech      | OPC Challenge | 9              |
| Rhino’s Leipert Motorsport | 55  | Luca Iannaccone    | T      | Dallara      | Opel          | 1–9            |
| Sandberg Motorsport        | 61  | Aki Sandberg       | T      | Dallara      | Opel          | 1–9            |

| Symbol | Klasse |
| ------ | ------ |
| C      | Cup    |
| T      | Trophy |

- kursiv: Gaststarter

## Rennkalender
Der Rennkalender des deutschen Formel-3-Cups umfasste neun Rennwochenenden. Sieben fanden im Rahmen des ADAC Master Weekend und je eines im Rahmen des ADAC Truck Grand Prix und des Rizla Race Day statt.
| Nr. | Datum      | Rennstrecke          | Sieger           | Zweiter          | Dritter         |
| --- | ---------- | -------------------- | ---------------- | ---------------- | --------------- |
| 01. | 10. April  | Oschersleben         | Kevin Magnussen  | Daniel Abt       | Tom Dillmann    |
| 02. | 11. April  | Oschersleben         | Stef Dusseldorp  | Kevin Magnussen  | Daniel Abt      |
| 03. | 8. Mai     | Hohenstein-Ernstthal | Tom Dillmann     | Felix Rosenqvist | Stef Dusseldorp |
| 04. | 9. Mai     | Hohenstein-Ernstthal | Tom Dillmann     | Daniel Abt       | Kevin Magnussen |
| 05. | 29. Mai    | Hockenheim           | Nico Monien      | Kevin Magnussen  | Tom Dillmann    |
| 06. | 30. Mai    | Hockenheim           | Tom Dillmann     | Stef Dusseldorp  | Daniel Abt      |
| 07. | 17. Juli   | Assen                | Felix Rosenqvist | Daniel Abt       | Stef Dusseldorp |
| 08. | 18. Juli   | Assen                | Daniel Abt       | Felix Rosenqvist | Stef Dusseldorp |
| 09. | 24. Juli   | Nürburg              | Tom Dillmann     | Felix Rosenqvist | Willi Steindl   |
| 10. | 25. Juli   | Nürburg              | Tom Dillmann     | Felix Rosenqvist | Daniel Abt      |
| 11. | 7. August  | Assen                | Stef Dusseldorp  | Kevin Magnussen  | Jimmy Eriksson  |
| 12. | 8. August  | Assen                | Felix Rosenqvist | Markus Pommer    | René Binder     |
| 13. | 14. August | Klettwitz            | Kevin Magnussen  | Jimmy Eriksson   | Stef Dusseldorp |
| 14. | 15. August | Klettwitz            | Jimmy Eriksson   | Felix Rosenqvist | Markus Pommer   |
| 15. | 28. August | Nürburg              | Kevin Magnussen  | Daniel Abt       | Marco Sørensen  |
| 16. | 29. August | Nürburg              | Tom Dillmann     | Daniel Abt       | Stef Dusseldorp |
| 17. | 2. Oktober | Oschersleben         | Daniel Abt       | Tom Dillmann     | Stef Dusseldorp |
| 18. | 3. Oktober | Oschersleben         | Willi Steindl    | Felix Rosenqvist | Kevin Magnussen |

## Wertung
Stand: Saisonende

### Fahrerwertung – Cup
| Pos. | Fahrer           | Punkte |
| ---- | ---------------- | ------ |
| 1.   | Tom Dillmann     | 120    |
| 2.   | Daniel Abt       | 112    |
| 3.   | Kevin Magnussen  | 96     |
| 4.   | Stef Dusseldorp  | 88     |
| 5.   | Felix Rosenqvist | 83     |
| 6.   | Jimmy Eriksson   | 43     |
| 7.   | Willi Steindl    | 43     |
| 8.   | Markus Pommer    | 40     |

| Pos. | Fahrer             | Punkte |
| ---- | ------------------ | ------ |
| 9.   | Alon Day           | 26     |
| 10.  | Luís Felipe Derani | 20     |
| 11.  | Marco Sørensen     | 18     |
| 12.  | René Binder        | 12     |
| 13.  | Gary Hauser        | 12     |
| 14.  | Nico Monien        | 10     |
| 15.  | Klaus Bachler      | 8      |

| Pos. | Fahrer             | Punkte |
| ---- | ------------------ | ------ |
| 16.  | Bernd Herndlhofer  | 3      |
| 17.  | Sandro Zeller      | 3      |
| 18.  | Nikolai Marzenko   | 1      |
| 19.  | Luís Sá Silva      | 0      |
| 20.  | Kevin Friesacher   | 0      |
| 21.  | Riccardo Brutschin | 0      |
| 22.  | Philip Forsman     | 0      |

- Kevin Kleveros und Nigel Melker starteten als Gastfahrer und wurde somit nicht in die Wertung aufgenommen.

### Fahrerwertung – Trophy
Stand: Saisonende
| Pos. | Fahrer             | Punkte |
| ---- | ------------------ | ------ |
| 1.   | Riccardo Brutschin | 142    |
| 2.   | Alexei Karatschew  | 121    |
| 3.   | Aki Sandberg       | 93     |
| 4.   | Maxim Travin       | 87     |
| 5.   | Luca Iannaccone    | 57     |
| 6.   | Aleksi Tuukkanen   | 56     |
| 7.   | Daniel Aho         | 44     |

- Michail Aljoschin startete als Gastfahrer und wurde somit nicht in die Wertung aufgenommen.